# Dover (Ohio)
Dover ist eine City im Tuscarawas County im US-Bundesstaat Ohio. Das U.S. Census Bureau ermittelte bei der Volkszählung 2020 eine Einwohnerzahl von 13.112.

## Geographie
Dover liegt 40° 31′ 36″ n. Br., 81° 28′ 38″ w. L. am Tuscarawas River, nahe der Einmündung des Sugar Creek.
Das Stadtgebiet umfasst eine Fläche von 13,8 Quadratkilometern (5,3 Quadratmeilen). Davon sind etwa 0,2 Quadratkilometer oder 1,3 % mit Wasser bedeckt.

## Demographie
Im Jahr 2000 zählte man während des Zensus 12.210 Einwohner im Stadtgebiet von Dover, Ohio. Diese lebten in 4996 Haushalten, wobei 3362 Familien in der Stadt selbst lebten. Die Bevölkerungsdichte lag dementsprechend bei 896 Einwohnern pro Quadratkilometer.
Von den dort lebenden Personen waren 97,09 Prozent Europäischer Abstammung. Afrikanischer, asiatischer oder indianisch-amerikanischer Abstammung waren weniger als 3 Prozent.
In knapp einem Drittel der Haushalte (30,2 %) lebten Kinder unter 18 Jahren. Weitere 54,4 Prozent lebten in Ehegemeinschaften zusammen.
Durchschnittlich 2,39 Menschen lebten in einem Haushalt. Durchschnittlich standen einem Haushalt 36,665 US$ Haushaltsgeld zur Verfügung. Das Durchschnittseinkommen eines Mannes betrug 34,579 US$ und das einer Frau dagegen nur 22.397 US$. Dennoch lebt rund ein Zehntel der Menschen unterhalb der Armutsgrenze.

## Geschichte
Im Jahr 1806 erwarben die Schwäger Christian Deardorff und Jesse Slingluff ein Gebiet von 2000 Acres am Zusammenfluss von Tuscarawas River and Sugarcreek. Für das ihnen fruchtbar erscheinende, unbesiedelte Land zahlten sie damals nur 4.600 Dollar. Sie legten daraufhin den Grundstein für die Stadt Canal Dover.
Anders als von den Stadtgründern erhofft, dauerte es eine Weile, bis eine prosperierende Stadt entstand. Im Jahr 1818 zählte man ganze fünf Gebäude in Dover, einschließlich des Wirtshauses. Die ursprünglich gehegte Hoffnung, Dover könne der Hauptort eines County werden, zerschlugen sich, als diese Ehre an das nahe gelegene New Philadelphia ging.
Die Region erlebte einen Aufschwung, auch wenn dieser an Dover weitgehend vorüber ging. Daran hatten auch viele deutschstämmige Siedler ihren Anteil. Auch aus Mähren kam ein weiterer großer Siedlerstrom über Pennsylvania in diese Gegend. So finden sich heute noch viele deutsch klingende Nachnamen in den örtlichen Telefonbüchern.

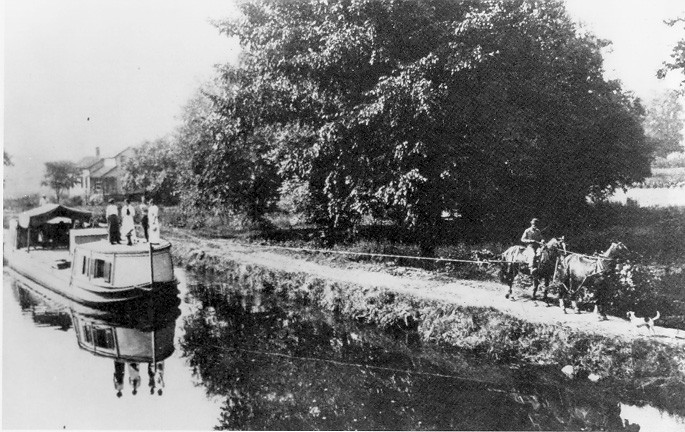
Der Ohiokanal mit Treidelpfad im Jahr 1902.

Das Schicksal Dovers änderte sich dramatisch als man den Tuscarawas River beim Bau des Ohiokanal 1825 einbezog. Diese Wasserstraßen gehörten zu einem System, welches den Ohio River mit den Great Lakes uns schließlich mit dem Eriekanal verbanden. Dover wurde einziger Ort entlang des Tuscarawa River, an dem man die Kanalnutzungsgebühr erhob. Die Bevölkerung wuchs infolge des nun einsetzenden Aufschwungs von 46 Einwohnern im Jahr 1820 auf rund 600 im Jahr 1840.
In der Folge wurde die Stadt unter dem Namen Canal Dover bekannt und behielt diese Bezeichnung lange Jahre bei, um eine Verwechslung mit anderen Orten namens Dover ausschließen zu können. Am Fluss entstanden viele Mühlen. Hiermit begann bald der Wandel der Stadt von einer ackerbaulich und durch Handel geprägten Gemeinde zu einer Industriegemeinde. Obschon die Bedeutung des Kanals bald durch das expandierende Eisenbahnnetz gemindert wurde, blieb Dover weiterhin industriell geprägt. Der Ort lag schließlich in einer der bedeutendsten Industrieregionen der USA. Diese erstreckt sich von Pittsburgh bis Cleveland und Detroit und wurde in der Folge durch die Schwerindustrie (Stahl) geprägt. Um 1855 besaß die Stadt bereits ein Stahlwerk mit Schmelzofen und ein wassergetriebenes Walzwerk. Mitte des 20. Jahrhunderts wies die Stadt verschiedene Werke der Schwerindustrie auf, darunter Röhrenproduktion, Maschinenbau, chemische Industrie und zwei hoch spezialisierte Stahlwerke.
1901 wurden Dover die Stadtrechte verliehen.
Trotz seiner stark industrialisierten Wirtschaftsstruktur blieb Dover aber weiterhin unter dem Einfluss umliegender, agrar geprägter Landstriche beeinflusst, wobei Mennoniten und Amische eine gewichtige Rolle spielten. In der Gegenwart allerdings ist dieser agrarwirtschaftliche Einfluss auf Dover nur noch von sehr geringer Bedeutung. Auch die tragende Rolle der Schwerindustrie, insbesondere der Stahlindustrie, nimmt immer mehr ab, allerdings kompensiert die Stadt dies durch Ansiedlungen zeitgemäßer Gewerbe, wobei sich die Wirtschaftsstruktur immer mehr diversifiziert.

## Kultur und Sehenswertes
Dover sowie die ewige Rivalin und Nachbarstadt New Philadelphia tragen alljährlich ein College-Football-Spiel aus, in dem sich die Tornadoes aus Dover und die Quakers aus dem Nachbarort vor zahlreichen Besuchern aus beiden Städten messen. Dieses Spiel findet bereits seit über einem Jahrhundert ohne eine einzige Ausnahme jedes Jahr statt.
Darüber hinaus ist der Kanal eine weitere sehenswerte Besonderheit der Stadt.

## Liste bekannter Bürger dieser Stadt
- Hunter Armstrong (* 2001), Schwimmer
- Elwyn Berlekamp (1940–2019), Professor für Mathematik an der University of California, Berkeley und Informatiker
- Theophil Henry Hildebrandt (1888–1980), Mathematiker
- Ray Mears (8. November 1926 – 11. Juni 2007),[4] Basketballtrainer, unter anderem an der Wittenberg University (1957–62) und der University of Tennessee (1963–77)
- Elliott Nugent (1896–1980), Drehbuchautor, Produzent und Schauspieler
- William Clark Quantrill (1837–1865), berüchtigter Guerillaführer im Sezessionskrieg
- Edith Rickert (1871–1938), Historikerin und Autorin
- Jeremiah E. Reeves (1845–1920), Stahlindustrieller[5]
- Zack Space (* 1961), Politiker, Kongressabgeordneter (2007–11)
- Ernest „Mooney“ Warther (1885–1973), Schleifermeister, Messerschleifer und Industrieller[6]